# Prapreče (Žužemberk)
Prapreče (Duits: Prapretsche) is een plaats in Slovenië en maakt deel uit van de gemeente Žužemberk in de NUTS-3-regio Jugovzhodna Slovenija. De plaats telde 67 inwoners op 1 januari 2020.